# Бранко Драгаш
Бранко Драгаш (Земун, 15. децембар 1959) српски је економиста.

## Биографија
Године 1982. је завршио економски факултет у Београду, смер "Економска теорија".
Сви овде наведени подаци непосредно су преузети са званичне веб презентације Бранка Драгаша.
Банкар од 1984. године. Радио у државној банци на тржишту новца. Развио посао до 100 милиона ДЕМ месечног обрта капитала.
Године 1990. постаје председник прве приватне банке у Источној Европи - КАРИЋ БАНКЕ и за две године ствара профитабилну и модерну институцију која тржишно послује.
Пише и наступа у српској јавности залажући се за увођење капитализма, берзе и тржишне привреде.
Године 1992. године, уз помоћ приватних предузетника, са групом сарадника оснива КРЕДИБЕЛ БАНКУ. Захваљујући доброј постављеној стратегији и професионалном наступу Кредибел банка стиче велику популарност.
Од 1992. године оснива фирме у свим источноевропским земљама и посредује у пласману капитала са развијених тржишта.
Био је консултант у многим источноевропским компанијама и владама у процесу транзиције.
1992. На позив председника државе Добрице Ћосића написао економски програм за експозе премијера Милана Панића. Учествовао у финансирању кампање Милана Панића.
Априла 1996. године основао портфолио-менаџерску фирму Кондел.
У периоду од 1997 - 2001. године објављује неколико романа и драма.
Бави се публицистичким радом и указује на катастрофалне последице режима по српско друштво.
У НАТО интервенцији 1999. године 3 месеца провео на топовима ПВО.
Повратком са ратишта, јула 1999. године са групом својих пријатеља, стручњака из различитих области, сачинио „Програм за спас Србије". То је свеобухватни предлог политичких и економских промена које треба извршити у држави.
После демократских промена, октобра 2000. године, на позив премијера Србије, обишао у 100 дана привреду Србије и предложио начин решавања нагомиланих проблема.
Године 2003. г. основао удружење привредника Привредна снага Србије - ПСС.
Децембра 2003. г. био је носилац листе на парламентарним изборима Привредна снага Србије (ПСС) и дијаспора - као група грађана освојили - 14.113 гласова.
Био је олумниста опозиционог листа Таблоид.
2009 постаје оснивач и председник међународне пословне асоцијације БАЛКАН БИЗНИС ЦЕНТАР.
2019 оснивач и председник ПОКРЕТИ СВЕТЛО.
Живи и ради у Београду.

## Дела
- Време стварања, време разарања / 1992
- Вертикала, роман / 1997
- Титаник, роман / 1998
- Свети, драма / 1999
- Програм за спас Србије / 1999
- Куда иде Србија / 2000
- Каин, роман / 2001
- О неолиберализму / 2006
- Трн, забрањени текстови / 2015
- Хермелин је знао, приче / 2017
- Србија данас / 2017 /
- Отац нације, драма / 2018
- Тајкун, драма / 2018
- Крлежа међу Србима / 2021
- Зашто мрзе Србе / 2021
- Премијер-а, забрањени текстови / 2021
- Комесари Блесаре, есеји / 2021